# E88 (Verenigde Arabische Emiraten)
De E88 is een nationale weg in de Verenigde Arabische Emiraten. De weg loopt van Sharjah via Al Dhaid naar Masafi en is 78 kilometer lang.
De gehele weg is onderdeel van de Mashreq-weg M5, de internationale weg langs de westkust van de Perzische Golf. 
E10 · 
E11 · 
E18 · 
E22 · 
E33 · 
E44 · 
E55 · 
E66 · 
E77 · 
E87 · 
E88 · 
E89 · 
E95 · 
E99 · 
E311 · 
E611